# Чемпионат Европы по водным видам спорта 1989
19-й чемпионат Европы по водным видам спорта прошёл с 12 по 20 августа 1989 года в Бонне (ФРГ). Программа чемпионата включала в себя соревнования по плаванию, прыжкам в воду, синхронному плаванию и водному поло. Всего было разыграно 43 комплекта наград.

## Плавание

### Мужчины
| Дистанция               | Золото                                                                              | Золото    | Серебро                                                                  | Серебро  | Бронза                                                                            | Бронза   |
| ----------------------- | ----------------------------------------------------------------------------------- | --------- | ------------------------------------------------------------------------ | -------- | --------------------------------------------------------------------------------- | -------- |
| 50 м в/с                | Владимир Ткаченко · СССР                                                            | 22,64     | Евгений Котряга · СССР                                                   | 22,67    | Нильс Рудольф · ГДР                                                               | 22,76    |
| 100 м в/с               | Джорджо Ламберти · Италия                                                           | 49,24ER   | Юрий Башкатов · СССР                                                     | 50,13    | Раймундас Мажуолис · СССР                                                         | 50,15    |
| 200 м в/с               | Джорджо Ламберти · Италия                                                           | 1.46,69WR | Артур Войдат · Польша                                                    | 1.47,96  | Андерс Хольмерц · Швеция                                                          | 1.48,06  |
| 400 м в/с               | Артур Войдат · Польша                                                               | 3.47,78   | Штефан Пфайффер ФРГ                                                      | 3.48,68  | Мариуш Подкощельный · Польша                                                      | 3.49,29  |
| 1500 м в/с              | Йорг Хоффманн · ГДР                                                                 | 15.01,52  | Штефан Пфайффер ФРГ                                                      | 15.01,93 | Мариуш Подкощельный · Польша                                                      | 15.19,29 |
| 100 м спина             | Мартин Лопес-Суберо · Испания                                                       | 56,44     | Сергей Заболотнов · СССР                                                 | 56,45    | Дирк Рихтер · ГДР                                                                 | 56,52    |
| 200 м спина             | Стефано Баттистелли · Италия                                                        | 1.59,96   | Владимир Сельков · СССР                                                  | 2.00,02  | Тино Вебер · ГДР                                                                  | 2.00,54  |
| 100 м брасс             | Адриан Мурхаус · Великобритания                                                     | 1.01,71   | Дмитрий Волков · СССР                                                    | 1.01,94  | Ник Джилингем · Великобритания                                                    | 1.02,12  |
| 200 м брасс             | Ник Джилингем · Великобритания                                                      | 2.12,90WR | Гари О'Тул · Ирландия                                                    | 2.15,73  | Йожеф Сабо · Венгрия                                                              | 2.16,05  |
| 100 м баттерфляй        | Рафаль Шукала · Польша                                                              | 54,47     | Бруно Гутцейт · Франция                                                  | 54,50    | Мартин Херрманн ФРГ                                                               | 54,54    |
| 200 м баттерфляй        | Тамаш Дарньи · Венгрия                                                              | 1.58,87   | Рафаль Шукала · Польша                                                   | 2.00,62  | Матиаш Козельж · Югославия                                                        | 2.00,73  |
| 200 м комплекс          | Тамаш Дарньи · Венгрия                                                              | 2.01,03   | Райк Ханнеман · ГДР                                                      | 2.03,07  | Йозеф Хладки ФРГ                                                                  | 2.03,21  |
| 400 м комплекс          | Тамаш Дарньи · Венгрия                                                              | 4.15,25   | Патрик Кюль · ГДР                                                        | 4.16,08  | Стефано Баттистелли · Италия                                                      | 4.19,13  |
| 4×100 м в/с             | ФРГ Петер Зитт Андре Шадт Бенгт Цикарски Бьёрн Цикарски                             | 3.19,68   | Франция · Стефан Карон · Кристоф Калфаян · Лоран Нивелль · Бруно Гутцейт | 3.19,73  | Швеция · Томми Вернер · Андерс Хольмерц · Хакан Карлссон · Юаким Хольмквист       | 3.19,76  |
| 4×200 м в/с             | Италия · Массимо Тревизан · Роберто Глерия · Джорджо Ламберти · Стефано Баттистелли | 7.15,39   | ФРГ Петер Зитт Мартин Херрман Эрик Хохштайн Штефан Пфайффер              | 7.17,38  | ГДР · Уве Дасслер · Андре Матцк · Томаш Флемминг · Штефан Цеснер                  | 7.17,79  |
| 4×100 м комбинированная | СССР · Сергей Заболотнов · Дмитрий Волков · Вадим Ярощук · Юрий Башкатов            | 3.41,44   | Франция · Франк Шотт · Седрик Пенико · Бруно Гутцейт · Стефан Карон      | 3.43,09  | Италия · Стефано Баттистелли · Джанни Минервини · Марко Брайда · Джорджо Ламберти | 3.43,14  |

### Женщины
| Дистанция               | Золото                                                                    | Золото    | Серебро                                                                              | Серебро | Бронза                                                                      | Бронза  |
| ----------------------- | ------------------------------------------------------------------------- | --------- | ------------------------------------------------------------------------------------ | ------- | --------------------------------------------------------------------------- | ------- |
| 50 м в/с                | Катрин Плевински · Франция                                                | 25,63     | Даниела Хунгер · ГДР                                                                 | 25,64   | Катрин Майсснер · ГДР                                                       | 25,87   |
| 100 м в/с               | Катрин Майсснер · ГДР                                                     | 55,38     | Мануэла Штеллмах · ГДР                                                               | 55,40   | Марианн Мюис · Нидерланды                                                   | 55,61   |
| 200 м в/с               | Мануэла Штеллмах · ГДР                                                    | 1.58,93   | Марианн Мюис · Нидерланды                                                            | 1.59,96 | Метте Якобсен · Дания                                                       | 2.00,35 |
| 400 м в/с               | Анке Мёринг · ГДР                                                         | 4.05,84ER | Хайке Фридрих · ГДР                                                                  | 4.10,14 | Мануэла Мелькиорри · Италия                                                 | 4.10,89 |
| 800 м в/с               | Анке Мёринг · ГДР                                                         | 8.23,99   | Астрид Штраус · ГДР                                                                  | 8.28,24 | Ирен Дальбю · Норвегия                                                      | 8.28,59 |
| 100 м спина             | Кристин Отто · ГДР                                                        | 1.01,86   | Кристина Эгерсеги · Венгрия                                                          | 1.02,44 | Аня Айхорст · ГДР                                                           | 1.03,10 |
| 200 м спина             | Дагмар Хазе · ГДР                                                         | 2.12,46   | Кристина Эгерсеги · Венгрия                                                          | 2.12,61 | Кристин Отто · ГДР                                                          | 2.14,29 |
| 100 м брасс             | Сюзанна Бёрнике · ГДР                                                     | 1.09,55   | Таня Дангалакова · Болгария                                                          | 1.09,65 | Мануэла Далла Валле · Италия                                                | 1.10,39 |
| 200 м брасс             | Сюзанна Бёрнике · ГДР                                                     | 2.27,77   | Бригитт Бекю · Бельгия                                                               | 2.29,94 | Елена Волкова · СССР                                                        | 2.29,95 |
| 100 м баттерфляй        | Катрин Плевински · Франция                                                | 59,08     | Жаклин Жакоб · ГДР                                                                   | 1.00,42 | Кэтлин Норд · ГДР                                                           | 1.00,81 |
| 200 м баттерфляй        | Кэтлин Норд · ГДР                                                         | 2.09,33   | Жаклин Жакоб · ГДР                                                                   | 2.10,94 | Метте Якобсен · Дания                                                       | 2.12,63 |
| 200 м комплекс          | Даниэла Хунгер · ГДР                                                      | 2.13,26   | Марианн Мюис · Нидерланды                                                            | 2.15,85 | Милдред Мюис · Нидерланды                                                   | 2.17,23 |
| 400 м комплекс          | Даниэла Хунгер · ГДР                                                      | 4.41,82   | Кристина Эгерсеги · Венгрия                                                          | 4.44,75 | Грит Мюллер · ГДР                                                           | 4.46,06 |
| 4×100 м в/с             | ГДР · Катрин Майсснер · Мануэла Штеллмах · Даниэла Хунгер · Хайке Фридрих | 3.42,46   | Нидерланды · Диана ван дер Плаатс · Мариеке Мастенброк · Милдред Мюис · Марианн Мюис | 3.43,66 | ФРГ Катя Цилиокс Сюзанна Боссерхофф Марион Айцпорс Биргит Лоберг-Шульц      | 3.46,15 |
| 4×200 м в/с             | ГДР · Анке Мёринг · Мануэла Штеллмах · Астрид Штраус · Хайке Фридрих      | 7.58,54   | Нидерланды · Диана ван дер Плаатс · Кирстен Сильвестер · Милдред Мюис · Марианн Мюис | 8.08,00 | Италия · Таня Ваннини · Ориетта Патрон · Сильвия Перси · Мануэла Мелькиорри | 8.10,49 |
| 4×100 м комбинированная | ГДР · Кристин Отто · Сюзанна Бёрнике · Жаклин Жакоб · Катрин Майсснер     | 4.07,40   | Италия · Лоренца Вигарани · Мануэла Далла Валле · Мануэла Кароси · Сильвия Перси     | 4.10,78 | Нидерланды · Эллен Элцерман · Кира Бултен · Юдит Анема · Марианн Мюис       | 4.11,53 |

## Прыжки в воду

### Мужчины
| Дисциплина   | Золото                      | Золото | Серебро                    | Серебро | Бронза                     | Бронза |
| ------------ | --------------------------- | ------ | -------------------------- | ------- | -------------------------- | ------ |
| Трамплин 1 м | Эдвин Йонгеянс · Нидерланды | 394,08 | Валерий Стаценко · СССР    | 378,24  | Александр Гладченко · СССР | 363,24 |
| Трамплин 3 м | Албин Киллат ФРГ            | 672,75 | Александр Гладченко · СССР | 666,42  | Ян Хемпель · ГДР           | 663,84 |
| Вышка 10 м   | Георгий Чоговадзе · СССР    | 639,69 | Ян Хемпель · ГДР           | 578,43  | Владимир Тимошинин · СССР  | 572,40 |

### Женщины
| Дисциплина   | Золото                | Золото | Серебро             | Серебро | Бронза                    | Бронза |
| ------------ | --------------------- | ------ | ------------------- | ------- | ------------------------- | ------ |
| Трамплин 1 м | Ирина Лашко · СССР    | 278,46 | Брита Балдус · ГДР  | 267,24  | Марина Бабкова · СССР     | 216,00 |
| Трамплин 3 м | Марина Бабкова · СССР | 514,23 | Брита Балдус · ГДР  | 510,72  | Светлана Алексеева · СССР | 486,09 |
| Вышка 10 м   | Уте Ветциг · ГДР      | 403,35 | Инга Афонина · СССР | 400,83  | Яна Айхлер · ГДР          | 399,55 |

## Синхронное плавание
| Дисциплина | Золото | Золото  | Серебро | Серебро | Бронза | Бронза  |
| ---------- | --- | ------- | --- | ------- | --- | ------- |
| Соло       | Кристина Фаласиниди · СССР | 184,56  | Карин Шулер · Франция | 182,87  | Карин Зингер · Швейцария | 181,83  |
| Дуэты      | Карин Шулер · Марианн Эшбахер · Франция                                                                                             | 182,502 | Мария Черняева · Елена Фощевская · СССР | 179,970 | Карин Зингер · Эдит Босс · Швейцария | 179,652 |
| Группы     | Франция · Карин Шулер · Марианн Эшбахер · Анн Капрон · Гаэль Келен · Селин Левек · Анн-Каролин Матьё · Анни Линьо · Мари-Анж Брукер | 180,365 | СССР · Кристина Фаласиниди · Мария Черняева · Елена Фощевская · Вера Артёмова · Елена Долженко · Ольга Пилипчук · Гана Максимова · Екатерина Лаврик | 179,945 | Швейцария · Карин Зингер · Эдит Босс · Клаудия Печинка · Клаудия Мюральт · Кристина Липпунер · Симона Липпунер · Каролина Имобердорф · Даниэла Йорди | 174,080 |

## Водное поло
| Дисциплина | Золото | Серебро | Бронза |
| ---------- | --- | --- | --- |
| Мужчины    | ФРГ Инго Боргманн Томас Хубер Франк Отто Ларс Томанек Андреас Эрль Карстен Куш Райнер Оссельман Хаген Штамм Рене Райман Дирк Тайсман Йорг Дрезель Уве Штерзик Петер Рёле | Югославия · Александар Шоштар · Виктор Еленич · Душан Попович · Перица Букич · Ренцо Посинкович · Витомир Падован · Мирко Вичевич · Игор Гочанин · Анте Васович · Дубравко Шименц · Игор Миланович · Горан Радженович · Мислав Безмалинович | Италия · Джованни Авераймо · Симоне Феоли · Андреа Пизано · Амедео Помилио · Алессандро Кампанья · Марио Фьорилло · Франческо Порцио · Фердинандо Гандолфи · Риккардо Темпестини · Массимилиано Ферретти · Марко Д’Альтруи · Паоло Кальдарелла · Паоло Трапанезе |

| Дисциплина | Золото | Серебро | Бронза |
| ---------- | --- | --- | --- |
| Женщины    | Нидерланды · Хермина Перик · Хеллен Буринг · Линеке ван ден Хёвел · Грет ван ден Вен · Патрисия Либрегтс · Анита Нейенхёйс · Моник Краненбург · Илзе Синдорф · Янни Спейкер · Хедда Вердам · Ирма Брандер · Алиса Линдхаут · Астрид ван ден Мер | Венгрия · Андреа Баюс · Каталин Данча · Андреа Денеш · Андреа Эке · Агнеш Эрнст · Жужанна Хуфф · Жужа Кертес · Ильдико Кокаи · Ирэн Рафаэль · Мерцедес Штибер · Оршоля Салкаи · Габриэлла Варконьи · Эдит Винце | Франция · Кристин Амардей · Паскаль Омар · Луиз Баррер · Патрисия Буснан · Вероник Шарлье · Натали Дюбуа · Патрисия Фонтанийя · Лор Готро · Анн Гранден · Клер Греффе · Лиди Марель · Изабель Сак · Ясмин Яхьяуи |

## Таблица медалей
Страна-организатор 
| Место | Страна         | Золото | Серебро | Бронза | Всего |
| ----- | -------------- | ------ | ------- | ------ | ----- |
| 1     | ГДР            | 16     | 11      | 11     | 38    |
| 2     | СССР           | 6      | 10      | 6      | 22    |
| 3     | Франция        | 4      | 4       | 1      | 9     |
| 4     | Италия         | 4      | 1       | 6      | 11    |
| 5     | Венгрия        | 3      | 4       | 1      | 8     |
| 6     | ФРГ            | 3      | 3       | 3      | 9     |
| 7     | Нидерланды     | 2      | 4       | 3      | 9     |
| 8     | Польша         | 2      | 2       | 2      | 6     |
| 9     | Великобритания | 2      | 0       | 1      | 3     |
| 10    | Испания        | 1      | 0       | 0      | 1     |
| 11    | Югославия      | 0      | 1       | 1      | 2     |
| 12    | Бельгия        | 0      | 1       | 0      | 1     |
| 12    | Болгария       | 0      | 1       | 0      | 1     |
| 12    | Ирландия       | 0      | 1       | 0      | 1     |
| 15    | Швейцария      | 0      | 0       | 3      | 3     |
| 16    | Дания          | 0      | 0       | 2      | 2     |
| 16    | Швеция         | 0      | 0       | 2      | 2     |
| 18    | Норвегия       | 0      | 0       | 1      | 1     |
| Всего | Всего          | 43     | 43      | 43     | 129   |